# 2022-es magyar nemzeti tanácsi választás
2022. november 13-án negyedszer került sor a Magyar Nemzeti Tanács (MNT) megválasztására Szerbiában.

## Háttér
A Szerbiában élő nem szerb nemzetiségek legfőbb önigazgatási szervei 2010 óta a nemzeti tanácsok, melyek kulturális autonómiát biztosítanak. A 23 nemzetiség közül 19 közvetlenül, 4 pedig közvetve, elektorok útján választotta meg a maga önkormányzatát.

## Választási rendszer
Azok a magyar nemzetiségű szerbiai állampolgárok élhettek szavazati jogukkal, akik 2022. október 28-ig feliratkoztak a magyar választói névjegyzékre a lakhelyük szerint illetékes helyi önkormányzat ügyfélszolgálatainál. Az egyfordulós választáson listákra lehetett szavazni, bejutási küszöb nem volt. A listaállításhoz 1160 hitelesített aláírást kellett összegyűjteniük a jelölőszervezeteknek. Összesen 35 mandátumot osztottak ki arányos rendszerben. Az MNT mandátuma 4 évre szól. A szervezést a Köztársasági Választási Bizottság (RIK) végzi.

## Listák és támogatóik
Egyetlen lista közül lehetett választani:
1. „Magyar Összefogás” lista (Vajdasági Magyar Szövetség)

### Jelöltek
| 1. „Magyar Összefogás” lista |
| --- |
| 1. Fremond Árpád 2. Kabók Erika 3. Tóth Ramóna 4. Lajkó Szilvia 5. Guszton András 6. Dr. Crnkovity Gábor 7. Lovas Ildikó 8. Szőnyi Csongor 9. Hugyik Richárd 10. Bonifárt Noémi 11. Sárközi István 12. Mészáros Gábor 13. Oláj Ibolya 14. Lakatos Adrián 15. Jovánovity Péter 16. Dr. Námesztovszki Zsolt 17. Szűcs Balázs 18. Bacsik Lőrincz Natália 19. Molnár Tibor 20. Prof. dr. Bagi Ferenc 21. Kozma Lívia 22. Szabó Gábor 23. Salamon Géza 24. Rigó Pál Zsófia 25. Munyin Szokola Erika 26. Hajvert Ákos 27. Mészáros György 28. Molnár Attila 29. Varjú Potrebity Tatjana 30. Bájity Borisz 31. Lennert Móger Tímea 32. Bognár Beáta 33. Dobai János 34. Pletikoszity Árpád 35. Kabók Roland |

Az egyetlen induló listát Fremond Árpád, a Vajdasági Magyar Szövetség (VMSZ) alelnöke vezeti, a listán szereplő 35 jelölt közül 25 VMSZ-tag, 5 fő pedig újságíró. A többi vajdasági magyar párt nem állított listát.

## Eredmények
| 2022-es magyar nemzeti tanácsi választás | 2022-es magyar nemzeti tanácsi választás | 2022-es magyar nemzeti tanácsi választás | 2022-es magyar nemzeti tanácsi választás | 2022-es magyar nemzeti tanácsi választás | 2022-es magyar nemzeti tanácsi választás | 2022-es magyar nemzeti tanácsi választás |
| ---------------------------------------- | ---------------------------------------- | ---------------------------------------- | ---------------------------------------- | ---------------------------------------- | ---------------------------------------- | ---------------------------------------- |
| Választásra jogosultak száma             | Választásra jogosultak száma             | 116 406 fő                               | 100%                                     |                                          |                                          |                                          |
| Szavazatok                               | Szavazatok                               | Száma                                    | Aránya (%)                               |                                          |                                          |                                          |
| Összes leadott szavazat                  | Összes leadott szavazat                  | 41 480                                   | 35,63 (100%)                             |                                          |                                          |                                          |
| – ebből érvénytelen                      | – ebből érvénytelen                      | 520                                      | 1,25                                     |                                          |                                          |                                          |
| – ebből érvényes                         | – ebből érvényes                         | 40 960                                   | 98,75                                    |                                          |                                          |                                          |
| Listák                                   | Listák                                   | Szavazatok                               | Szavazatok                               | Mandátumok                               | Mandátumok                               | Mandátumok                               |
| Listák                                   | Listák                                   | Száma                                    | Aránya (%)                               | Száma                                    | Aránya (%)                               | Változás az előző választáshoz képest    |
|                                          | „Magyar Összefogás” lista                | 40 960                                   | 100                                      | 35                                       | 100                                      | +5                                       |
| Összesen                                 | Összesen                                 | 40 960                                   | 100                                      | 35                                       | 100                                      | –                                        |

## Politikai következmények
A választást az egyedüli induló „Magyar Összefogás” lista nyerte, mind a 35 jelöltjük mandátumot szerzett.